# Platypalpus simplicitarsis
Platypalpus simplicitarsis är en tvåvingeart som beskrevs av Chvala och Nikolai Vasilevich Kovalev 1974. Platypalpus simplicitarsis ingår i släktet Platypalpus och familjen puckeldansflugor.
Artens utbredningsområde är Kanarieöarna. Inga underarter finns listade i Catalogue of Life.